# Troféu de guerra

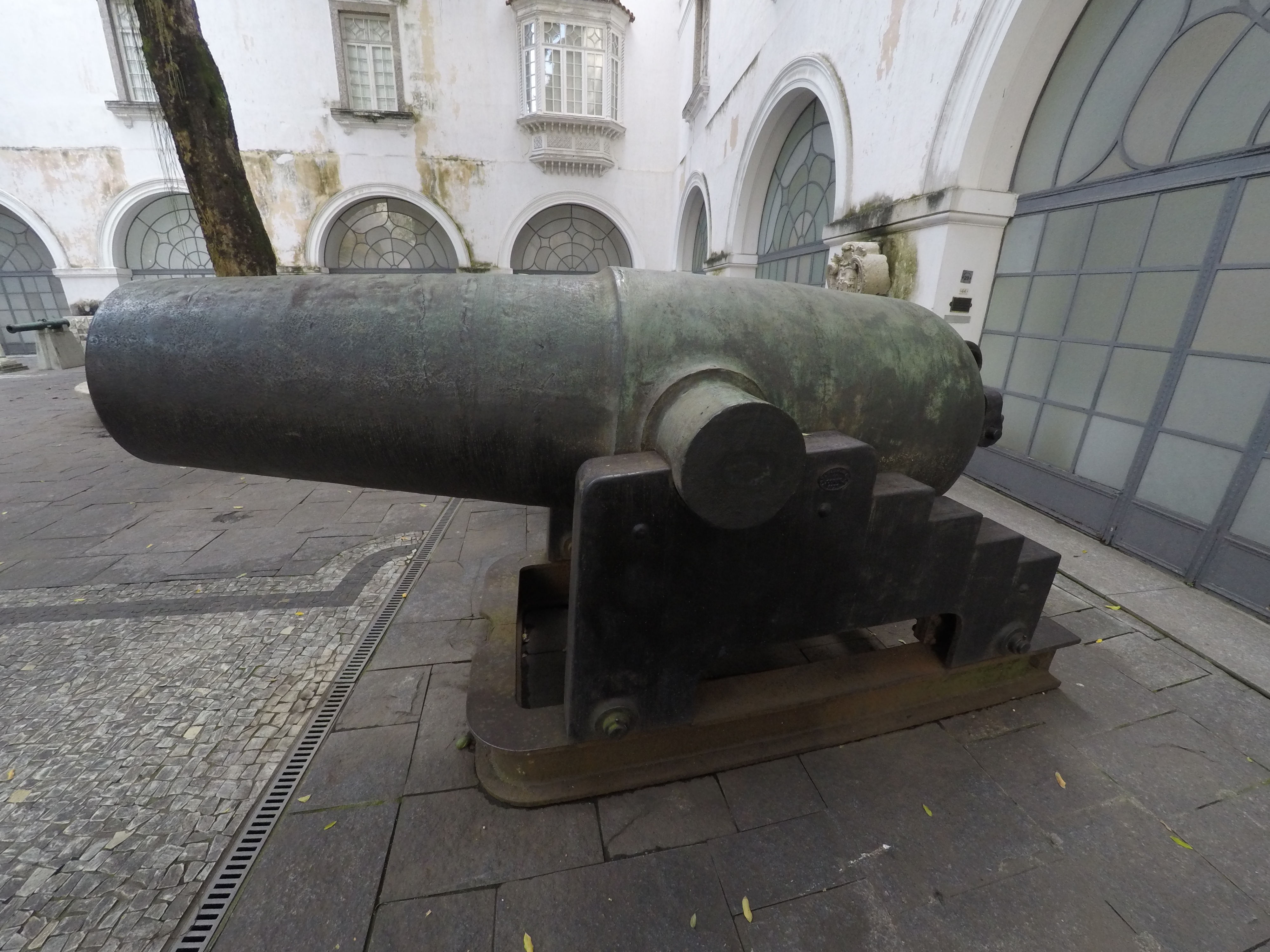
Canhão El Cristiano tomado pelo Brasil como troféu de guerra na Guerra do Paraguai.

Um troféu de guerra é um item tomado por um lado combatente durante uma guerra, tornando-se uma propriedade cultural. Troféus de guerra comuns incluem bandeiras, armas, veículos e arte.

## História

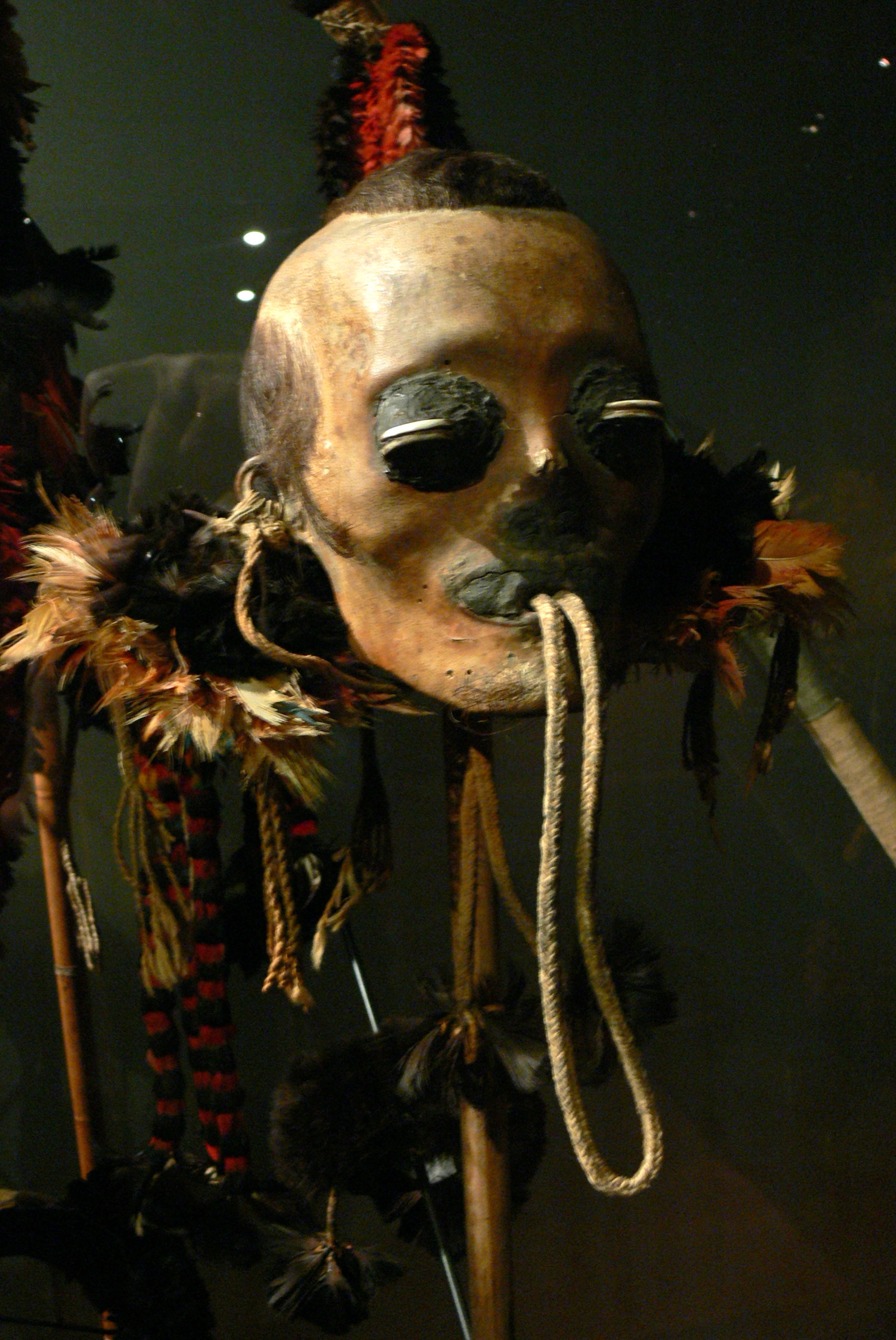
Cabeça reduzida preparada pelos mundurucus como troféu de guerra.

Na Grécia e na Roma antigas, as vitórias militares eram comemoradas com a exibição de armas e estandartes capturados. Um troféu (do grego tropaion) era originalmente um memorial de guerra montado a partir de tais itens em um campo de batalha. O triunfo romano também exibia esses itens, bem como objetos culturais, que mais tarde passaram a ser chamados de troféus de guerra. Partes do corpo de inimigos mortos às vezes serviam como troféus desde a antiguidade, em uma prática chamada de "coleta de troféus humanos". A recuperação de águias romanas tomadas como troféus pelas forças inimigas às vezes inspirou anos de guerra adicionais.
É comum os soldados voltarem para casa com lembranças, como armas e bandeiras inimigas, enquanto itens militares maiores capturados em batalha, principalmente armamentos como metralhadoras e peças de artilharia, tornam-se propriedade do estado ao qual o soldados responsáveis pela captura pertenciam.
No século 20, os estados da aliança vitoriosa removeram grandes quantidades de propriedade, incluindo objetos culturais.  Após a Primeira Guerra Mundial, o Tratado de Versalhes autorizou a remoção de grandes quantidades de propriedade da Alemanha, que Denominados como "reparação". Durante a Guerra do Pacífico, algumas tropas americanas levaram os crânios e dentes de japoneses mortos como troféus de guerra, e durante a ocupação, até três milhões de espadas foram levados como troféus pelos americanos.
Após a Segunda Guerra Mundial, a Conferência de Potsdam autorizou a retirada de certos bens da Alemanha, como a frota da marinha mercante. A Alemanha, durante a guerra, havia removido grandes quantidades de propriedades dos países que havia ocupado. Em alguns casos, por exemplo, as "brigadas de troféus" soviéticas, os saques oficiais eram eufemizados como a tomada de "troféus".
Nos dias atuais, a retirada de troféus de guerra continua, mas as armas que são levadas para casa como lembranças geralmente são desativadas primeiro. De acordo com Julian Thompson, apenas um pequeno número de soldados levará troféus de guerra para casa, para evitar problemas – em um caso altamente divulgado em 2012, o soldado britânico Danny Nightingale foi submetido a uma corte marcial por trazer ilegalmente uma Glock com ele após sua turnê no Iraque.

## Objetos culturais
O artigo 56 da Convenção de Haia de 1907  declarou que a propriedade de municípios, instituições dedicadas à religião, artes e ciências, bem como as propriedades estatais, devem ser tratadas como propriedade privada. Sendo também proibida a apreensão, destruição ou dano doloso a instituições desta natureza, monumentos históricos, obras de arte e ciência, devendo ser objeto de processo judicial.
No entanto, o artigo não foi muito respeitado durante o restante do século.
Em 1954, outra convenção foi assinada em Haia: Convenção para a Proteção dos Bens Culturais em Caso de Conflito Armado, e dois protocolos reforçaram sua força.
Muitas obras de arte foram movidas de seus locais pré-guerra durante as turbulências do século 20. A UNESCO, a agência das Nações Unidas responsável pela cultura, vem buscando resolver questões relacionadas a objetos culturais deslocados durante a Segunda Guerra Mundial.  No entanto, a conferência da Primavera de 2007 não conseguiu chegar a um consenso sobre um projeto de declaração não vinculativa.

## Galeria

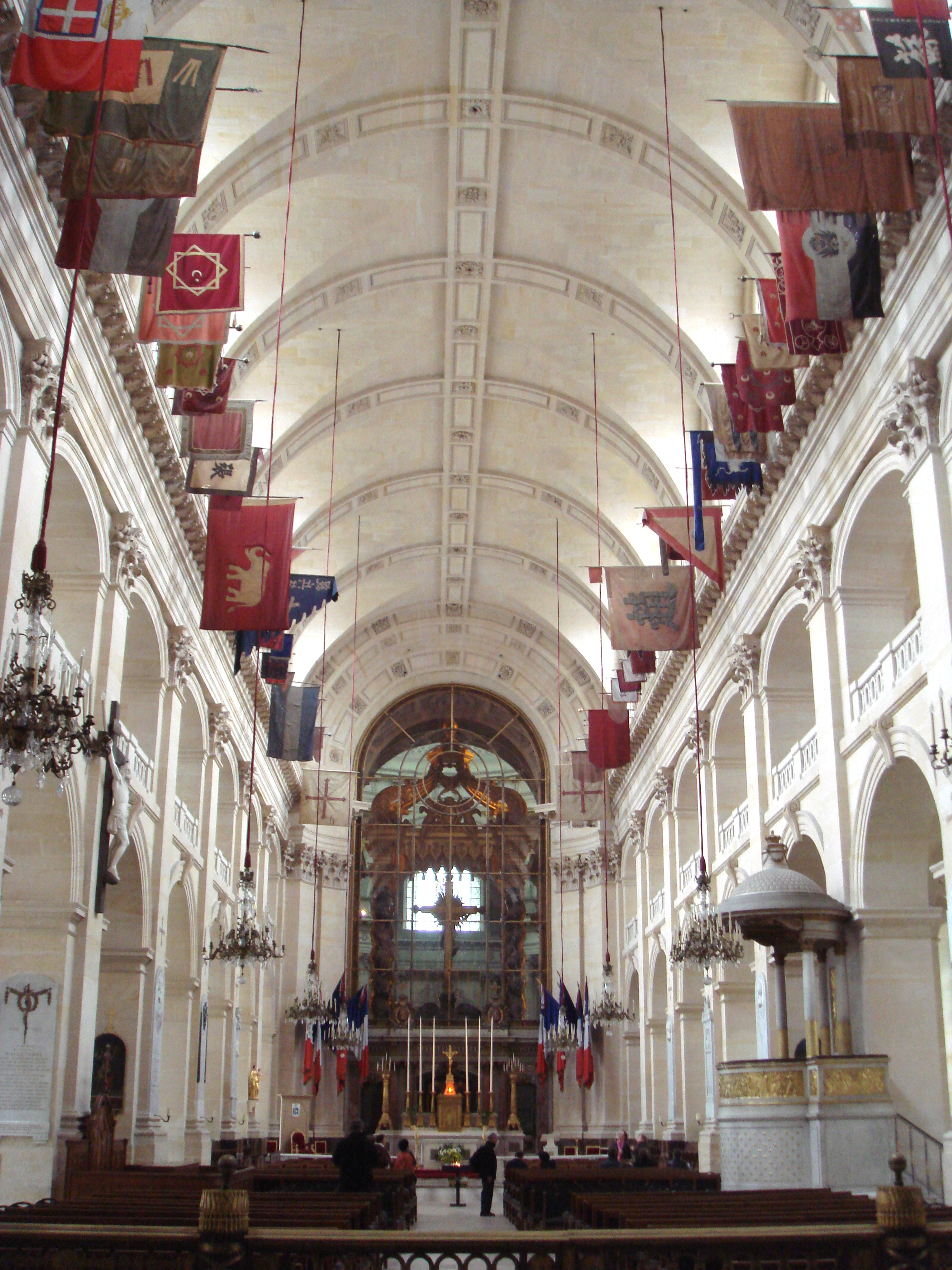
Troféus de guerra decorando a abóbada da capela de Saint-Louis-des-Invalides, em Paris.
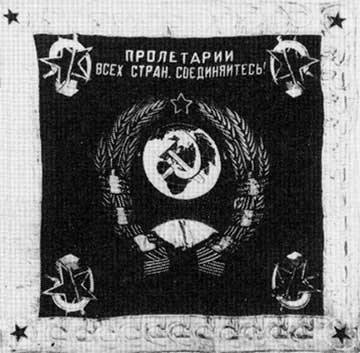
Bandeira soviética tomada como troféu da Guerra de Inverno.